# Loeriesfontein
Loeriesfontein è una cittadina sudafricana situata nella municipalità distrettuale di Namakwa nella provincia del Capo Settentrionale.

## Geografia fisica
Il piccolo centro abitato è situato a circa 88 chilometri a nord-ovest della città di Calvinia.